# Banu Daws
Le clan des Banu Daws était l'une des tribus d'Arabie durant l'époque de Mahomet. Localisée au sud de La Mecque, région d'Al Bahah, la tribu Zahran est reliée aux Banu Daws. Parmi ses chefs, At-Tufayl ibn Amr ad-Dawsi était un compagnon de Mahomet. Il fut par ailleurs le premier de sa tribu à se convertir à l'Islam.
Abou Hourayra, de la tribu des Banu Daws, la cite dans un hadith :
""L'Heure suprême ne se dressera que lorsque les postérieurs des femmes de Daws bougeront autour de Zoul-khalsa, une idole que Daws adoraient à Tabala à l'époque de l'Ignorance" (Sahih al-Bukhari)"
Les Banu Daws ont également participé au siège de Ta'if (630) sous le commandement de At-Tufayl ibn Amr ad-Dawsi. Ils étaient reconnus pour leur savoir dans l'utilisation de catapultes.

## Personnalités
- At-Tufayl ibn Amr ad-Dawsi
- Abou Hourayra